# Серра, Маурицио
Маурицио Серра (итал. Maurizio Serra; 3 июня 1955, Лондон) — итальянский дипломат и историк. Первый в истории итальянец — член Французской академии (с 2020).

## Биография
Маурицио Серра работал в итальянских посольствах в Западном Берлине и СССР, позднее был послом Италии при ЮНЕСКО в Париже. Возглавлял Дипломатический институт при Министерстве иностранных дел Италии, преподавал историю международных отношений в римском Свободном международном университете общественных наук. Автор монографий и статей, в числе наиболее известных трудов — Fratelli separati. Drieu-Aragon-Malraux («Разлучённые братья. Дриё-Арагон-Мальро», Settecolori, 2006) и Antivita di Italo Svevo («Антижизнь Итало Свево», Aragno, 2017).
Пишет на итальянском и французском языках, также в совершенстве владеет английским. В 2011 году его книга Malaparte, vies et légendes (Малапарте, жизнь и легенды) удостоена Гонкуровской премии за биографию.

9 января 2020 года избран во Французскую академию на место, остававшееся вакантным после смерти Симоны Вейль в 2017 году. Получил 17 голосов, при одном голосе, поданном за Эдуардо Пизани, двух незаполненных бюллетенях и четырёх, помеченных крестиком. Стал первым в истории итальянцем, избранным во Французскую академию.

## Труды

### История и биографии
- Una cultura dell’autorità. La Francia di Vichy, Collana Biblioteca di Cultura moderna, Bari, Laterza, 1980, ISBN 978-88-420-1682-3. — Collana Biblioteca di Nuova Storia Contemporanea, Firenze, Le Lettere, 2011, ISBN 978-88-608-7488-7.
- L’esteta armato. Il Poeta-Condottiero nell’Europa degli anni Trenta, Bologna, Il Mulino, 1990. — Nuova edizione riveduta e ampliata, La Finestra Editrice, 2015, ISBN 978-88-95925-54-7.
- La ferita della modernità. Intellettuali, totalitarismo e immagine del nemico, Collana Saggi n.393, Bologna, Il Mulino, 1992, ISBN 978-88-150-3680-3.
- Al di là della decadenza. La rivolta dei moderni contro l’idea della fine, Collana Saggi, Bologna, Il Mulino, 1994, ISBN 978-88-150-4676-5.
- François Fejtő-M. Serra, Il passeggero del secolo. Guerre, Rivoluzioni, Europe (Le Passager du siècle, 1999), traduzione di Aridea Fezzi Price, Collana La Nuova Diagonale, Palermo, Sellerio, 2001, ISBN 978-88-389-1677-9.
- L’inquilino del Quai d’Orsay, Collana La Nuova Diagonale, Palermo, Sellerio, 2002, ISBN 978-88-389-1771-4.
- Dopo la caduta. Episodi del Novecento, Collana Transizioni, Ideazione, 2004, ISBN 978-88-888-0037-0.
- Fratelli separati. Drieu, Aragon, Malraux, a cura di M. Cabona, S. Pallaga, M. Grillo, Collana Solitudini, Edizioni Settecolori, 2007, ISBN 978-88-902-3670-9.
- Marinetti et la révolution futuriste, trad. de Carole Cavallera, Paris, Éditions de L’Herne, coll. " Carnets de l’Herne ", 2008, 115 p. ISBN 978-2-85197-881-3.
- Guido Piovene. Il diavolo e l’acquasanta, Collana Luoghi, Liaison, 2009, ISBN 978-88-955-8608-3.
- Malaparte, vies et légendes, Paris, Éditions Grasset et Fasquelle, 2011, ISBN 978-2-246-75281-3.
- Antivita di Italo Svevo, Collana Biblioteca, Torino, Nino Aragno Editore, 2017, ISBN 978-88-841-9928-7.
- L’Imaginifico. Vita di Gabriele D’Annunzio, Collana I narratori delle tavole, Neri Pozza, 2019, ISBN 978-88-545-1794-3.

### Романы
- Amori diplomatici. Un romanzo in tre movimenti (Amours diplomatiques, 2020), Venezia, Marsilio, 2021, ISBN 978-88-297-0794-2.

## Награды
- Великий офицер Ордена «За заслуги перед Итальянской Республикой» (27 декабря 2019)[4].